# 1929 Kollaa
1929 Kollaa là một tiểu hành tinh vành đai chính được phát hiện ngày 20 tháng 1 năm 1939 bởi Yrjö Väisälä ở Turku, Phần Lan. Nó được đặt theo tên Kollaa River in Karelia, the focal point ngày Winter War.